# 告白 (アウグスティヌス)
『告白』（こくはく、羅: Confessiones）は、397年から翌年に至るまでに書かれたヒッポのアウグスティヌスの自伝。彼の存命中から広く読まれていた。

## 概要
本書はアウグスティヌスの青年時代の罪深い生活からキリスト教へのめざめをたどっている。西欧において最初期に書かれていた自伝にはよく見られる内容であり、その後中世までおよそ1000年にわたってキリスト教徒の作家に強い影響を及ぼす雛形となった。完成した自伝ではなく、40歳ごろまでのアウグスティヌスしか書かれていない。彼はその後も長い余生を送ったのだし、実際重要な著作『神の国』を書いたのは晩年である。しかしそれでも、この本がアウグスティヌスの思考の進化をそっくり記録したものであり、4世紀から5世紀において一人の人間が残した記録のなかでは最も完成されたものであることは間違いない。また理論的にも重要な著作である。本書の中で、アウグスティヌスは自分がこれまでの罪深く、道徳にはずれた人生を送ってきたことをどれだけ悔いているかについて述べている。またその後にマニ教を信仰していたことや占星術を信じていたことの後悔を論じている。そして占星術は間違っているだけでなく有害だと説いてくれた友人や、別の友人によるキリスト教についての言葉の意味について語っている。アウグスティヌスはその性的な罪についてもひどく悲しんでみせ、性的な道徳の重要さを強調する。また学校でのお気に入りの科目についても書いている。数学は他の学問よりも厳密に定義され確固としている点が好きだったのだという。この本は、三位一体やその捉え方の様々な側面を象徴化している章を含んでいると考えられている。

## 構成
全13巻から成る。内容的には、自伝的部分である第1巻-第9巻と、神学的部分である第10巻-第13巻の二部に分かれる。章の数も後者で大きく増加する。
- 第1巻 - 出生-15歳。幼少期・少年期の罪・怠惰について。全20章。
- 第2巻 - 16歳。放埒な生活と窃盗の罪について。全10章。
- 第3巻 - 17歳-19歳。カルタゴの日々と恋愛、キケロの『ホルテンシウス』と哲学、マニ教。全12章。
- 第4巻 - 19歳-28歳。マニ教と占星術、アリストテレスの『範疇論』。全16章。
- 第5巻 - 29歳。マニ教との決別、ローマ・ミラノで弁論術を教える。全14章。
- 第6巻 - 30歳。カトリックへの接近。全16章。
- 第7巻 - 31歳。カトリックの教義を巡る煩悶。自由意志と悪の起源。プラトン派の書物と、『パウロ書簡』。全21章。
- 第8巻 - 32歳。霊肉の闘争と聖書、回心。全12章。
- 第9巻 - 33歳。ミラノでの受洗、アフリカへの帰途と母の死。全13章。
- 第10巻 - 現状。ヒッポの司祭としての自身に対する観察・批判・吟味。全43章。
- 第11巻 - 『創世記』解釈1。時間論。全31章。
- 第12巻 - 『創世記』解釈2。「天」（知的霊的被造物）と「地」（質料、物的被造物）。全32章。
- 第13巻 - 『創世記』解釈3。三位一体。全38章。

## 内容
本の前半は、罪に溺れた生活を送った後、キリスト教に接近する話や、盗みを働いたりギリシャ語の勉強に意欲が湧かないなど、彼は不都合な事実を隠さず正直に書いている。
しかし彼は単なる遊び人ではなく、当初はマニ教に関心を寄せるが、ローマでネオプラトニズムに出会って決別、その後に哲学書を読み漁り、勉学に熱中し『神の国』や『三位一体論』といった大著を残した。
母のモニカに反対されながらも階級の異なる女性を大事にし続けた（しかし後に信仰の邪魔になるからといって捨てた）。友人の死に直面し自らの死を恐れ始める心境描写、といった事が中心。後半は時間論、聖書の解釈についての議論、神が天地創造の前に何をしていたのか、について書かれている。この著作はカトリックやプロテスタントだけではなく、デカルト、カント、ニーチェ、20世紀ではハイデガー、ウィトゲンシュタイン等多数の哲学者に影響・考察を与えた。

## 訳書
- 『アウガスチン懺悔録』宮崎八百吉訳、警醒社、1907年12月。 - 近代デジタルライブラリー
- 『懺悔録』宮崎八百吉訳、警醒社、1919年。
- 『聖アウグスティヌス懺悔録』中山昌樹訳、洛陽堂、1919年。 - 近代デジタルライブラリー
- 『オウガスチン懺悔録』宮原晃一郎訳、文明書院〈冥想懺悔叢書 第1巻〉、1923年。 - 近代デジタルライブラリー
- 『聖アウグスティヌス懺悔録』中山昌樹訳、新生堂〈信仰叢書 第2編〉、1924年。 - 近代デジタルライブラリー
- オーガスチン『懺悔録』宮原晃一郎訳、『世界大思想全集 第4巻』春秋社、1928年。
- 『聖アウグスチヌス懺悔録　全訳』内村達三郎訳、岩波書店〈岩波文庫 813-816〉、1932年。
  - 『懺悔録』内村達三郎訳、一穂社〈名著/古典籍文庫〉、2005年10月。ISBN 4-86181-120-1。 - 上記岩波版を原本としたオンデマンド版。
- 『アゥグスチヌス 懺悔録』内村達三郎訳、春秋社〈春秋社思潮選書〉、1940年。
- 『告白』 上・中、服部英次郎訳、岩波書店〈岩波文庫 2213-2216〉、1940年。
  - 『告白』 上・中・下、服部英次郎訳、岩波書店〈岩波文庫〉、1951年。上記の完結版
- 『告白 上』服部英次郎訳、岩波書店〈岩波文庫 青805-1〉、1976年6月。ISBN 4-00-338051-7。改訳版
  - 『告白 上』服部英次郎訳、岩波書店〈ワイド版岩波文庫〉、2006年7月。ISBN 4-00-007271-4。
- 『告白 下』服部英次郎訳、岩波書店〈岩波文庫 青805-2〉、1976年12月。ISBN 4-00-338052-5。改訳版
  - 『告白 下』服部英次郎訳、岩波書店〈ワイド版岩波文庫〉、2006年7月。ISBN 4-00-007272-2。
- アウグスティヌス、ボエティウス『アウグスティヌス　告白・幸福な生活・独白／ボエティウス 哲学の慰め』渡辺義雄訳、筑摩書房〈世界古典文学全集26〉、1966年7月。ISBN 4-480-20326-5。度々復刊
- アウグスチヌス、ルター『アウグスチヌス/ルター』今泉三良・村治能就・徳沢得二訳、河出書房新社〈世界の大思想 ワイド版 2-1〉、2005年1月（原著1966年）。ISBN 4-309-96181-9。新装復刊
- 『告白録　抄訳と解説』池田敏雄訳編、中央出版社〈ユニヴァーサル文庫〉、1967年。
- 『告白』山田晶訳・解説、中央公論社〈世界の名著14 アウグスティヌス〉、1968年。のち中公バックス
  - アウグスティヌス『告白』 山田晶訳、中央公論新社〈中公文庫〉（全3巻）、2014年3月。改訂版（松崎一平解説）
- 『告白録』 上、宮谷宣史訳、教文館〈アウグスティヌス著作集 第5巻-1〉、1993年9月。ISBN 4-7642-3005-4。
- 『告白録』 下、宮谷宣史訳、教文館〈アウグスティヌス著作集 第5巻-2〉、2007年7月。ISBN 978-4-7642-3031-6。
  - 『告白録』宮谷宣史訳、教文館〈キリスト教古典叢書〉、2012年2月。ISBN 978-4-7642-1804-8。 - 上記・著作集2冊分を合本、全体を少し改訳。

### 主な研究文献
- 岡野昌雄『アウグスティヌス『告白』の哲学』創文社、1997年10月。ISBN 4-423-17103-1。
- 加藤信朗『アウグスティヌス『告白録』講義』知泉書館、2006年11月。ISBN 4-901654-86-1。
- 矢内原忠雄『アウグスチヌス「告白」講義』教文館、1943年。ISBN 4-403-61051-X。
  - 『矢内原忠雄全集 第22巻』岩波書店、1964年。[3]
  - 矢内原忠雄『アウグスチヌス　告白』みすず書房〈土曜学校講義 1〉、1970年。ISBN 4-403-61051-X。
  - 矢内原忠雄『アウグスチヌス「告白」講義』矢内原伊作・藤田若雄編、講談社〈講談社学術文庫〉、1993年9月。ISBN 4-622-04941-4。
- 松崎一平『アウグスティヌス『告白』――〈わたし〉を語ること…――』岩波書店〈書物誕生 あたらしい古典入門〉、2009年1月。ISBN 978-4-00-028288-8。